# ГЕС Кронгфорс
ГЕС Кронгфорс (швед. Krångforsdammen) – гідроелектростанція на півночі Швеції. Знаходячись між ГЕС Гранфорс (вище по течії) та ГЕС Селсфорс, входить до складу каскаду на річці  Шеллефтеельвен, яка впадає у Ботнічну затоку Балтійського моря приблизно посередині між містами Умео та Лулео. 
У середині 1920-х років для розробки родовища руди в Болінден знадобилось нове джерело електроенергії на додачу до спорудженої на Шеллефтеельвен на початку століття ГЕС Фіннфорс. У 1928-му  в Krångfors ввели в експлуатацію одну турбіну типу Френсіс потужністю 12,5 МВт, яка працювала при напорі у 22 метри. При цьому споруди станції одразу розраховувались на встановлення трьох гідроагрегатів, другий з яких запустили у 1948-му (тоді ж збільшили висоту греблі на 6 метрів). А в 1973 році додали третій агрегат з турбіною типу Каплан, що довело загальну потужність станції до 58 МВт. Станом на середину 2010-х ГЕС видає 62 МВт та при напорі у 29,9 метра забезпечує виробництво 350 млн кВт-год електроенергії на рік.
Наразі річка перекрита греблею висотою 33 метри, яка утримує водосховище з площею поверхні 1,3 км2 та периметром 11 км, в якому припускається коливання рівня поверхні в діапазоні 0,5 метра для літнього та 1 метр для зимового періоду (між позначками 104,5 та 105,5 метра НРМ). Машинний зал облаштований біля лівобережної частини греблі.